# David López Moreno
David López Moreno, też jako David López (ur. 10 września 1982 w Logroño) piłkarz hiszpański pochodzenia baskijskiego grający na pozycji pomocnika. Przez lata był zawodnikiem baskijskiego zespołu Athletic Bilbao, do którego przybył w 2007 roku.
Od 2012 roku jest zawodnikiem angielskiego klubu Brighton & Hove Albion.
W 2014 roku przeszedł do CD Lugo.